# Heilig-Kreuz-Kirche (Remscheid-Lüttringhausen)

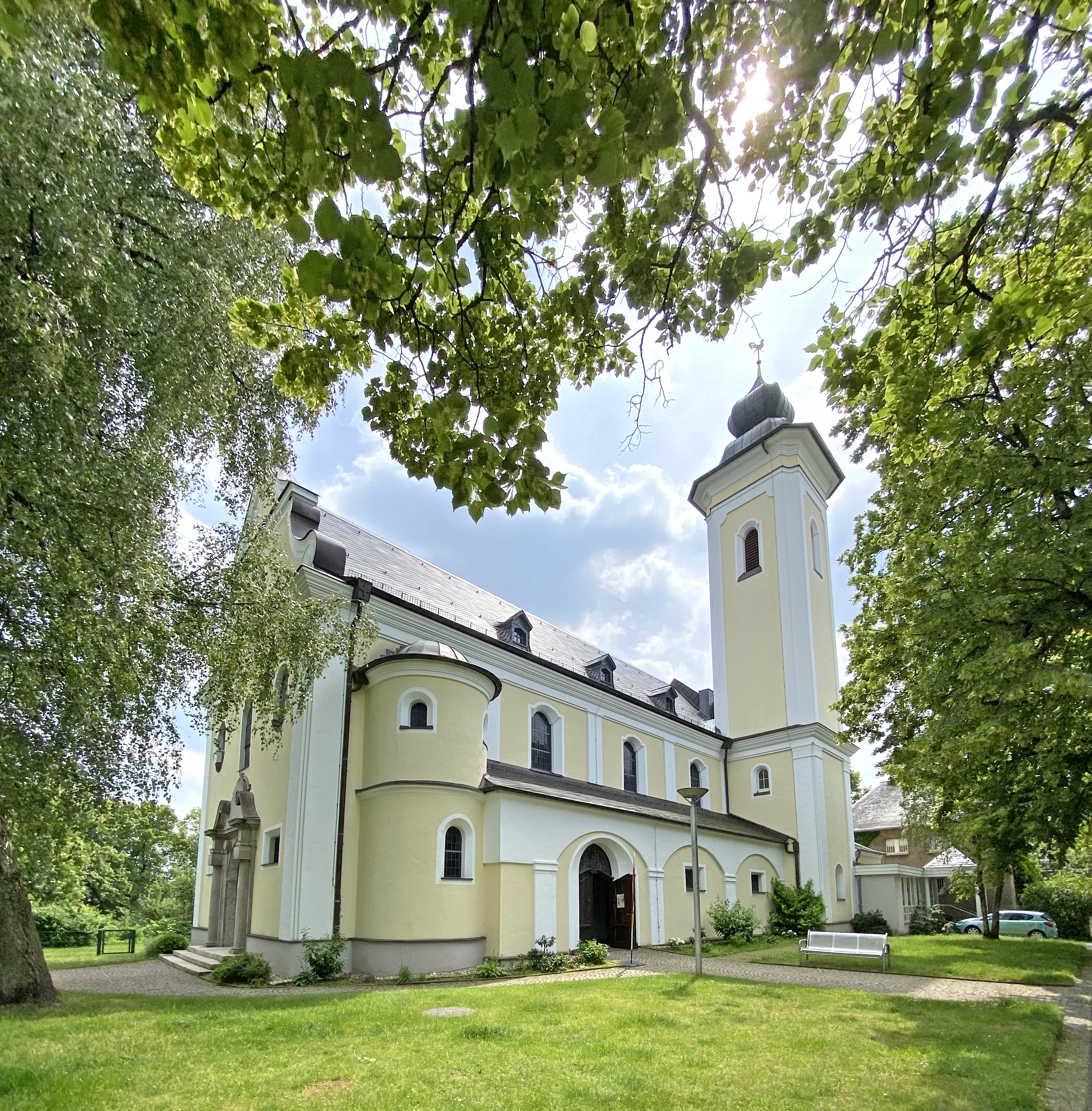
Heilig-Kreuz-Kirche Lüttringhausen

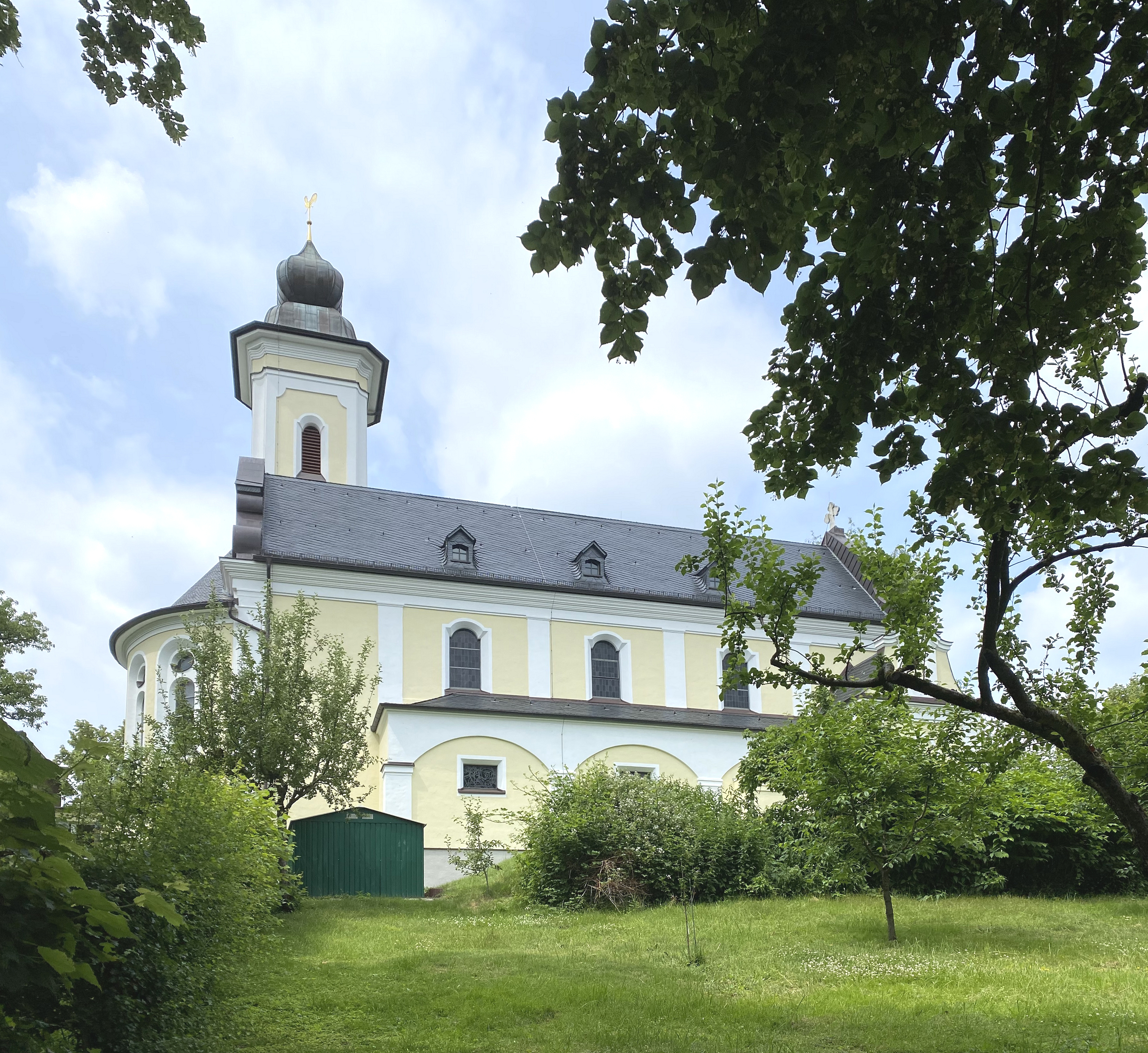
Ansicht von Süden

Die Heilig-Kreuz-Kirche in Remscheid-Lüttringhausen wurde 1925 bis 1927 erbaut. Ursprünglich hatte dieses Gotteshaus an der Kreuzbergstraße errichtet werden sollen. Hier stand in alter Zeit ein großes Holzkreuz, zu dem die Gläubigen aus dem Bergischen Land pilgerten. Der Lenneper Pastor Schoenen kaufte 1902 dieses Grundstück. Jedoch fand der Lüttringhauser Bürgermeister Richard Gertenbach den Standort besser geeignet für das neue Rathaus. Er tauschte daher 1907 mit dem katholischen Geistlichen das Grundstück. Katholiken hatte es über lange Zeit in der Stadt überhaupt nicht gegeben, denn die Bürger waren nach der Reformation ausnahmslos zum Luthertum übergetreten.

## Geschichte
Im 17. Jahrhundert wurden erstmals – so belegen es alte Kirchenbücher – Lüttringhauser Katholiken von den Patres aus Lennep getauft und getraut. Erst zum Ende des 19. Jahrhunderts stieg deren Zahl spürbar an.
Damals gründeten sie einen Kirchenbauverein, dessen beachtliche Sparsumme jedoch bis 1923 durch die Hochinflation dahin schmolz. Ab 1. Mai 1915 wurde mangels eigener Kirche sonntags in der Jahn-Turnhalle die Heilige Messe gefeiert, später in der Strafanstaltskirche. 1924 gab es neue Impulse für den Bau einer Kirche. 1925 entwarf der Lenneper Architekt  Otto Christ (1883–1963) den Plan für das Gotteshaus. Man feierte am 23. August 1925 ersten Spatenstich und die Grundsteinlegung. Die Weihe des Kirchengebäudes erfolgte am 25. Juli 1927. Am 23. Oktober 1927 wurden die Glocken, die von katholischen Familien gespendet worden waren, eingeweiht. Der Kirchenneubau wurde in „heimisch bergischer Bauweise entsprechend dem Barockcharakter“ errichtet. 1934 wurde an der Westseite ein Pfarrhaus mit Gemeindesaal angebaut. Das Kirchengebäude wurde am 7. Mai 1987 in die Denkmalliste der Stadt Remscheid eingetragen.

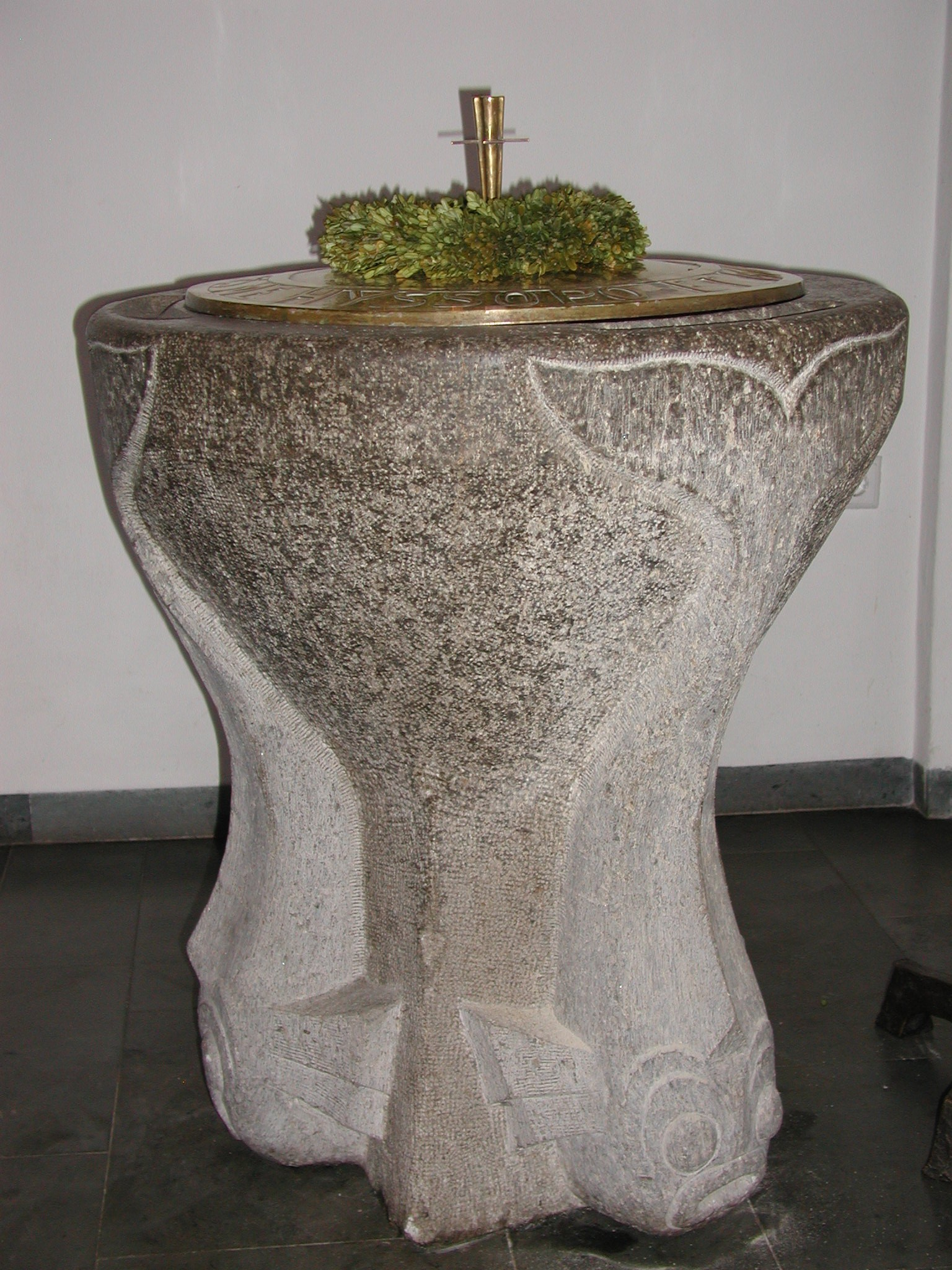
Taufbecken in der Heilig-Kreuz-Kirche

## Ausstattung
Die Glasbilder der fünf großen Fenster stammen von Wilhelm de Graaff (1912–1975) aus Essen-Werden, der gebürtiger Lüttringhauser war. Die Orgel fertigte 1954 Johannes Klais aus Bonn. Die Pfarrgemeinde Heilig Kreuz, früher Lenneper Außenstelle, wurde 1953 zur Rektoratspfarrei erhoben und am 1. Januar 2010 mit der Lenneper Gemeinde St. Bonaventura und St. Andreas in Bergisch Born zusammengeschlossen.

Auffallend ist ein großes Kreuz im Altarraum, das dort seit 1989 hängt. Es stammt von dem 1925 in Prag geborenen Grafiker und Bildhauer Ludek Tichy, der Christus am Kreuz mit einer Rose in der Hand darstellte. 

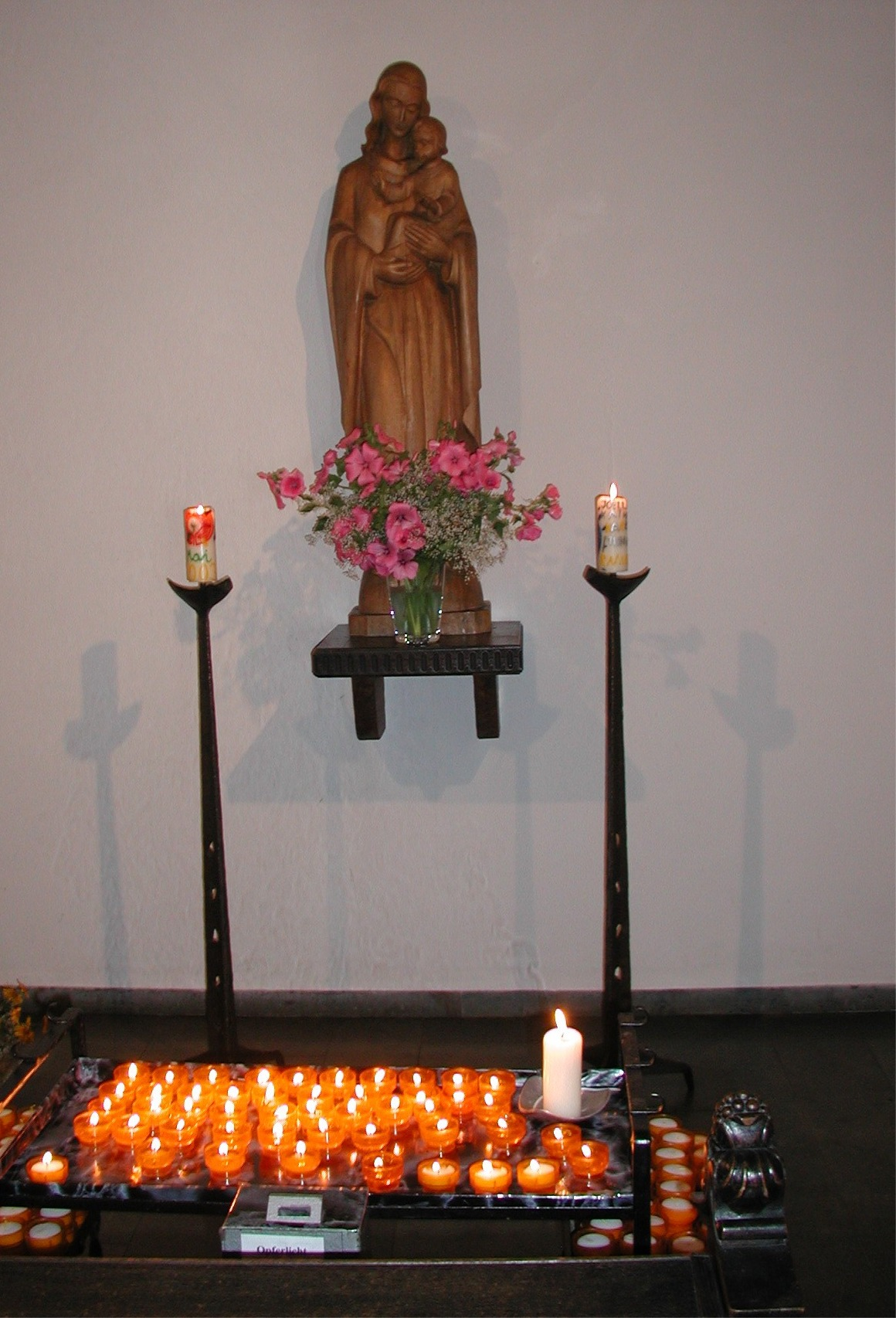
Marienaltar in der Heilig-Kreuz-Kirche Lüttringhausen

## Kirchenfenster
- Das erste Fenster von links zeigt den Apostel Petrus:

Der Kirchturm weist auf die Bedeutung des Apostels für Kirchengründungen hin. Der große Schlüssel ist sein klassisches Attribut. Zu sehen ist auch das gefüllte Fischernetz für Petrus als Menschenfischer. Das untere Feld beschreibt die Verleugnung im Vorhof des Tempels und den Hahn, der ihn daran erinnert.
- Das zweite Fenster zeigt Johannes den Täufer:

Das Kreuz weist auf den Kreuztod von Jesus hin. In der Hand hält er eine Muschel, mit der er Taufwasser aus dem Jordan schöpft. Unten ist die Enthauptung des Apostels dargestellt.
- Das dritte (mittlere) Fenster zeigt das Lamm Gottes auf dem Buch mit sieben Siegeln.

- Das vierte Fenster zeigt Stephanus:

Die links oben sichtbaren Hände verweisen auf sein Gebet während seiner Steinigung: „Herr nimm meinen Geist auf!“. Fisch, Kreuz und Anker stehen für seine Zugehörigkeit zu Jesus. Unten wird die Steinigung des Heiligen dargestellt. Das Rot des Sterbenden steht für die Liebe des Mannes.
- Das fünfte Fenster zeigt den Apostel Paulus:

Seine erhobene Hand weist in Richtung Christus. Der Davidstern sagt aus, dass Paulus von seinen Wurzeln her Jude war. Das Buch soll als das Neue Testament oder „das Buch mit den sieben Siegeln“ verstanden werden. Lamm und Wolf erzählen von dem dramatischen Wandel vom Saulus als wütender Christenverfolger zum Paulus als Christusjünger. Der untere Teil berichtet von seinem Bekehrungserlebnis, bei dem er vom Pferd fällt.
Auch die fünf ovalen Medaillenfenster oberhalb derselben stammen von ihm, und auf der Orgelempore hat er in Glas die Heilige Cäcilia und St. Michael künstlerisch dargestellt.

## Glocken
Drei Glocken hängen im Turm:
- Die kleine Glocke wiegt ca. 500 kg und läutet im Ton: b′ + 4.

Name und Inschrift lauten: „Heiliger Engelbertus, schütze das Bergische Land“.
- Die mittlere Glocke wiegt ca. 650 kg und läutet im Ton: as + 4.

Name und Inschrift lauten: „Heilige Maria, Königin des Friedens erhalte uns den Frieden“.
- Die große Glocke wiegt ca. 1.000 kg und läutet im Ton: f′ + 1.

Name und Inschrift lauten: „Christus gestern, Christus heute, Christus in Ewigkeit“.

## Veranstaltungen

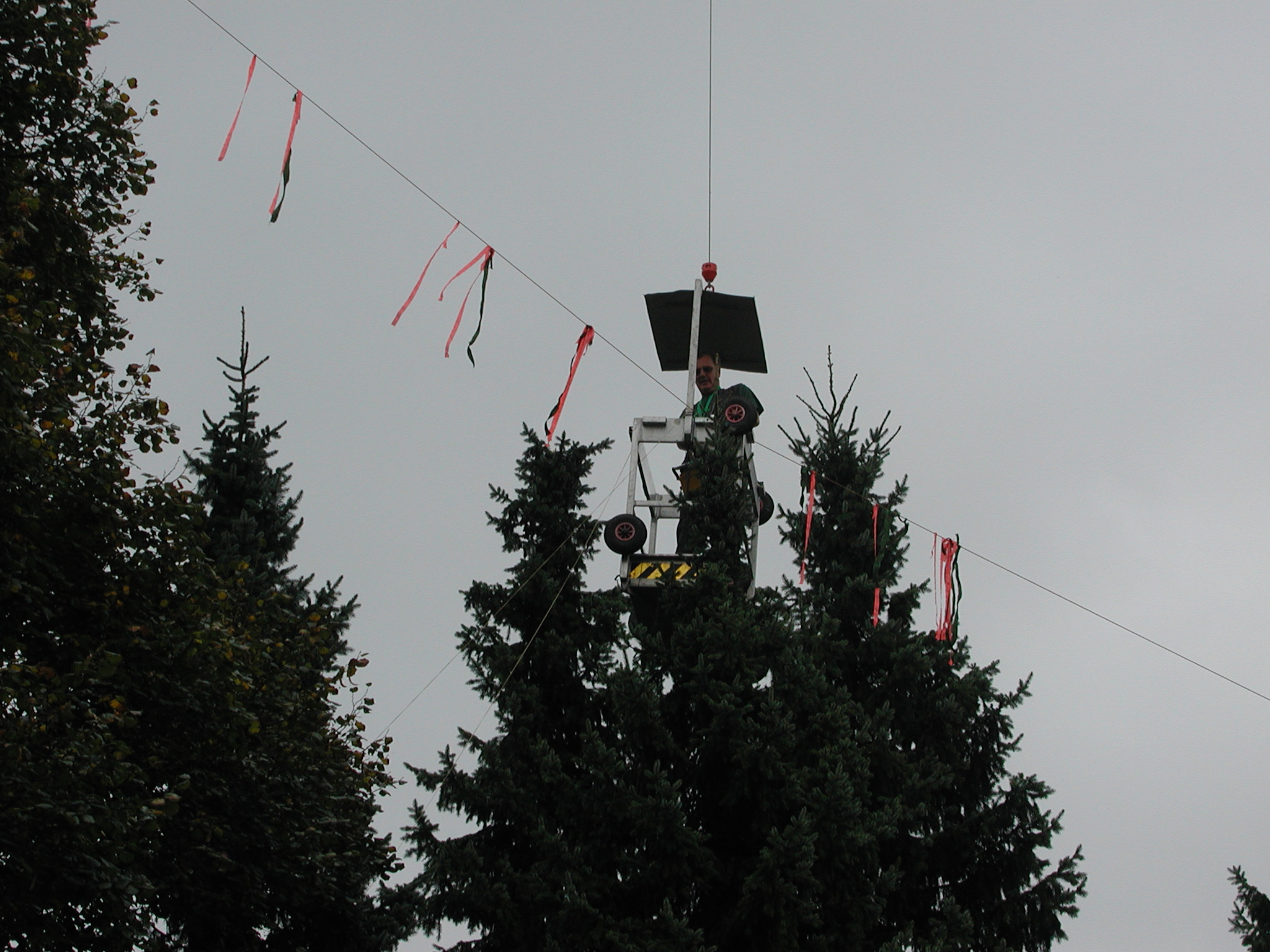
Band zwischen den Kirchen als Symbol der Ökumene

- Zusammen mit den beiden evangelischen Gemeinden im Ort wird alle zwei Jahre ein ökumenisches Gemeindefest veranstaltet. Aus diesem Anlass wurde am Sonntag, dem 2. September 2012, zum ersten Mal in der Kirche der Brauch des Beierns gepflegt – zunächst im Wechsel mit der evangelischen Stadtkirche – dann gemeinsam. Zu Beginn der Gemeinsamkeiten wurde ein langes, von vielen Helfern zusammengestelltes, buntes Band zwischen beiden Kirchtürmen gespannt, um die Ökumene auch bildlich darzustellen.
- Die Katholische Kirchengemeinde Heilig Kreuz war seit 1981 Veranstalter des alle zwei Jahre stattfindenden Bergischen 24-Stundenlaufs, einer Laufveranstaltung rund um die Kirche zu einem sozialen Zweck. Aufgrund mangelnden Interesses musste der Lauf im Jahr 2023 abgesagt werden.[1] 2019 war somit das vorerst letzte Jahr, in dem diese Veranstaltung stattfinden konnte.
- Regelmäßige Konzerte des Gospelchors
- Kinderkarneval
- Pfarrkarnevalssitzung an Karnevalssamstag (mit eigenem Programm)
- Anfang Januar beteiligt sich die Kirchengemeinde am Dreikönigssingen. Eine Reihe von Gruppen wandert in Begleitung Erwachsener von Haus zu Haus, um Segenswünsche zu überbringen und gleichzeitig für den deutschlandweit einheitlichen Zweck zu sammeln.
- Seit Jahrzehnten organisiert die Gemeinde in den Sommerferien eine Jugendfreizeit in Form eines Zeltlagers im Westerwald oder in Württemberg.